# Katrin Fehm
Katrin Fehm (16 de abril de 1998) es una deportista de Alemania que compite en atletismo. Ganó una medalla de bronce en el Campeonato Mundial de Atletismo Sub-20 de 2016, en la prueba de 4 × 100 m.